# Hennadiy Horbenko
Hennadiy Horbenko (en ucraniano: Геннадій Анатолійович Горбенко; RSS de Ucrania; 22 de septiembre de 1975 - 28 de marzo de 2025) fue un atleta ucraniano especialista en la carrera con obstáculos y en la carrera de media distancia.

## Carrera
A nivel juvenil fue campeón en el Campeonato Mundial Junior de Atletismo de 1994 en los 400 metros con vallas en Lisboa y ganó la medalla de oro en la Universiada de 2003 en el evento de relevo 4x400 metros y en 1999 ganó la medalla de plata en los Juegos Mundiales Militares de 1999 en el evento de relevo 4x400 metros.
A nivel de Juegos Olímpicos participó en la edición de Sídney 2000 donde participó en el evento de 400 metros con vallas donde llegó a la final del evento y terminó en octavo lugar imponiendo récord personal, y en el evento de relevo 4x100 metros quedó eliminado en las semifinales junto a Oleksandr Kaydash, Roman Voronkov y Yevgeniy Zyukov.